# Francisco Javier Chica
Francisco Javier Chica Torres (* 17. Mai 1985 in Barcelona) ist ein spanischer Fußballspieler.
Francisco Javier Chica ist eines der vielen Eigengewächse von Espanyol Barcelona, das fast ausschließlich auf teure Auslands-Transfers verzichtet und lieber auf die eigene Jugend setzt. So liest sich auch die bisherige Karriere von Chica. Geboren in Barcelona durchlief er alle Jugendteams von Espanyol, ehe er den Sprung in die erste Mannschaft 2006 schaffte. Er stand mit seinem Team im UEFA-Pokal-Finale 2007 und gehörte in dieser Zeit zum Stammpersonal.
Im Sommer 2011 wurde sein auslaufender Vertrag jedoch nicht verlängert. Er unterschrieb daher beim spanischen Zweitligisten Betis Sevilla.
Auch auf einige Einsätze in der U-19 und U-20 seines Landes kann er zurückblicken.